# Gospod Tadej
Gospod Tadej ali Zadnji maščevalni pohod v Litvi (poljsko Pan Tadeusz) je poljski nacionalni ep Adama Mickiewicza. Epska pesnitev je bila napisana v prvi polovici 19. stoletja. Izšla je v Parizu leta 1834. Epilog je bil objavljen leta 1860.

## Vsebina
Epska pesnitev Gospod Tadej predstavlja konflikt med dvema družinama. Čas dogajanja je 5 dni, od tega tri v poletju leta 1811 in dva spomladi leta 1812. Protagonist je 19-letni Tadej Soplica, sirota, ki živi s svojim stricem. Tadejev stric je sodnik (graščak na Soplicovem). Tadejev oče je bil stričev starejši brat Jacek Soplica-Robak.
Poteka sojenje med sodnikom in grofom Horeszkom za lastništvo gradu, ki je bil nekoč last grofovega daljnega sorodnika Horeszka. Vnukinja pokojnega Horeszka je Zosja/Zofka, tudi Tadejeva simpatija.
Grof se namerava odreči sojenju, vendar izve za spor med Sopličevo in Horeszkovo družino – Jacek Soplica je umoril Horeszka. Jacek je v preteklosti pogosto obiskoval njegov grad. Želel se je poročiti z njegovo hčerko, Horeszko pa ga je zavrnil. To je bil razlog za umor. Jacek Soplica ga je ustrelil, po umoru pa izginil. Grof se odloči, da si bo spet prilastil grad.
Poteka lov na medveda v bližnjem gozdu. Medved napade Tadeja in grofa Horeszka. Pred medvedjim napadom ju reši pater Robak, ki vzame puško Gervaziju in ustreli medveda. Sodnik priredi pojedino na gradu za proslavitev uspešnega lova na medveda. Med pojedino izbruhne prepir, ko Gervazij obtoži sodnika motnje posesti. Grof pritrdi, da bi moral biti grad njegov. Med družinama se razplamti boj. Oče Robak sodnika prepričuje, da je čas, da med družinama končno nastopi premirje. Na svetu namreč obstajajo večji problemi, npr. Napoleonova vojska. Robak poziva ljudstvo, naj se Poljaki združijo in se s skupnimi močmi bojujejo proti Rusom namesto pobijanja med sabo.
Nekaj plemstva se zbere, da bi začeli vstajo proti Rusom. Gervazij vztraja pri spopadu s Soplicami. Grof s Sopličevega dvora vzame talce. Že naslednji dan ruske čete aretirajo njega in njegove privržence.
Robak poskuša popraviti svoje predhodne zločine. Sodniku da nasvet, naj napije Ruse, sam pa osvobodi aretirance. Nastopi prepir, v katerem Robak reši življenje grofu in Gervaziju, vendar je v boju ranjen. Je na robu smrti — razkrije svojo resnično identiteto kot Jacek Soplica, oče Tadeja. Bil je zaljubljen v hči Horeszka, zato ga je ubil, ko mu poroka ni bila dovoljena. Jacek Soplica-Robak umre.
Plemstvo (tudi Tadej in grof) je nevarno za rusko avtoriteto in zato zapusti državo, da se izogne aretaciji. Pridruži se Napoleonovi vojski.
Tadej in Zosja se zaročita.

## Osebe
- Tadej: 19-letnik, živi s svojim stricem
- Jacek Soplica/Pater Robak: predstavnik srednjega plemstva, Tadejev oče
- Zosja/Zofka: hči grofa Horeszka, na koncu Tadejeva zaročenka
- Grof Horeszko: predstavnik aristokracije
- Revna šlahta (nižje plemstvo)

## Povod
Mickiewicz je navdih za delo dobil v družbenopolitični situaciji Poljske, ki je bila v njegovem času razdeljena med sosednje velesile Rusijo, Prusijo in Avstrijo. Zavzemal se je za neodvisnost poljskega naroda. Njegova politična prepričanja so predstavljena predvsem skozi dejanja Robaka.

## Motivi
Motivi dela so nacionalizem, družbeni sloji, družina, (nesrečna) ljubezen, smrt.